# جردن (مینیاپولیس)
جردن (به انگلیسی: Jordan) یک منطقهٔ مسکونی در ایالات متحده آمریکا است که در مینیاپولیس واقع شده‌است. جردن ۹٬۱۴۹ نفر جمعیت دارد.